# Camille Maire
Pour les articles homonymes, voir Maire (homonymie).
Camille Maire, née le 7 avril 1994, est une coureuse cycliste française, pratiquant le BMX et le four-cross en VTT.

## Carrière
En BMX, Camille Maire devient championne de France du tour chrono en 2019.
Elle remporte la médaille d'or par équipes aux championnats d'Europe de BMX 2021 à Zolder.
Le 25 octobre 2021, elle annonce quitter le club de Saint-Étienne pour rejoindre le Club de BMX Sarrians et l’equipe professionnelle GT Factory BMX, où évolue notamment le pilote olympique Romain Mahieu.

## Palmarès en BMX

### Championnats du monde
- Zolder 2019
  - 5e du BMX
- Nantes 2022
  - 8e du BMX

### Coupe du monde
- 2021 : 15e du classement général
- 2022 : 8e du classement général
- 2023 : 13e du classement général
- 2024 : 23e du classement général

### Championnats d'Europe
- Verone 2016
  - 5e du BMX
- Valmiera 2019
  - 5e du BMX
- Zolder 2021
  -  Championne d'Europe du contre-la-montre par équipes en BMX
- Dessel 2022
  -  Championne d'Europe du contre-la-montre par équipes en BMX
  -  Médaillée de bronze du BMX

### Championnats de France
- 2016
  - 3e du BMX
  - 3e de contre-la-montre en BMX
- 2017
  - 2e du BMX
  - 2e de contre-la-montre en BMX
- 2018
  - 2e du BMX
- 2019
  -  Championne de France de contre-la-montre en BMX
- 2020
  - 2e du BMX
- 2021
  - 2e du BMX
  - 3e de contre-la-montre en BMX
- 2022
  -  Championne de France de BMX
  -  Championne de France de contre-la-montre en BMX
- 2023
  - 2e du BMX
  - 3e de contre-la-montre en BMX
- 2024
  - 3e du BMX
  - 3e de contre-la-montre en BMX

## Palmarès en VTT
- 2017
  - 8e du championnat du monde de four cross